# Шляхова (село)
Шляхова́ — село в Україні, у Джулинській сільській громаді Гайсинського району Вінницької області. Первісна назва — Кринички.

## Географія
Шляхова — село, центр сільської об'єднаної територіальної громади. До найближчої залізничної станції Джулинка — 10 км. Населення — 2401 чоловік. Сільській Раді підпорядковані населені пункти Завітне, Кавкули, Теофілівка, Тирлівка. Наявність води, левад приваблювала до себе чумаків, які їхали в Одесу та Крим по сіль і рибу. Це й зумовило нову назву — Шляхова.
- За адмінподілом 16 ст. Брацлавський повіт 16 ст.
- За адмінподілом 19 ст. Гайсинський повіт 19 ст.
- За адмінподілом 20 ст. Бершадський район
- За адмінподілом 21 ст. Гайсинський район

Селом протікає річка Шляхова, ліва притока Ташлички.

## Історія

### Археологічні дані
Біля села виявлено залишки поселення трипільської культури.

### Козаччина
Під час визвольної війни українського народу 1648—1654 жителі Шляхової воювали в лавах Брацлавського полку. Були учасниками гайдамацького повстання 1734 року. 1768 року чимало шляхівчан влилося в загони Максима Залізняка.

### У складі Імперії Романових
Після скасування кріпацтва більшість шляхівчан так і не одержала землі, яка фактично залишилась у приватному поміщицькому володінні. На початку травня 1861 року близько 400 селян Шляхівського маєтку, який належав Адаону Бжозовському, вирішили відбувати панщину тільки по одному дню з пішого і по два дні з тяглового селянського двору, а виконувати жіночу панщину та інші повинності відмовилися.
Першу церковну школу в селі відкрили у 1862 році. Тут був один учитель, а в хаті, не пристосованій під шкільне приміщення, навчалось 30 дітей. 1877 року в Шляховій заснували однокласне міністерське училище, яке відвідували 62 хлопчики і тільки 6 дівчаток, в 1897 році почала працювати церковнопарафіяльна школа для дівчат.
Напередодні революції 1905—1907 у Шляховій 620 дворів і 2771 житель. Працювали бурякові плантації, гуральня, млин.

### У складі УНР
До 1917 Шляхова була одним з найбідніших, відсталих сіл на Поділлі. Понад 90 % населення з 2,757 чоловік не знали грамоти. Українська влада намагалася покращити освітню справу.

### Комуністична та нацистська окупація
Влітку 1920 року комуністи запровадили так званий комнезам, який почав тероризувати селян. 1921 окупаційна влада позбавила виборчих прав 62 родини працьовитих селян, які не корилися комуністам. Пахолки комуністичних банд переслідувалися озброєними селянами — тричі робили спробу стратити першого шляхівського більшовика Івана Шамрайчука.
1923 року село складалося з 706 дворів. Тут був паровий млин, вітряк. Почало діяти сільське споживче товариство. Поступово налагоджувалося медичне обслуговування населення. В селі відкрили початкову школу.
Перший колгосп організували 1929 року. Головою правління колгоспу ім. Політвідділу обрали С. Запорожця. На початку 1930 року в Шляховій зробили ще два колгоспи. Їх очолили П. Кибал та кримінальник із Москви І. Чертов. Село повністю загнали у артілі та почали Голодомор.
Під час другого голодомору у 1932–1933 роках, проведеного радянською владою, загинуло 65 осіб.
Окупаційна влада слідкувала за збільшенням врожаїв зернових культур і цукрових буряків для потреб комуністів. Врожаї у Шляховій були найвищі.
29 липня 1941 року сталіністи втекли із Шляхової. 12 березня 1944 року вони повернулися. Довели до смерті 251 жителя Шляхової, яких забрали до своїх загонів.
У Шляхівській неповній середній школі 1945 року навчалося 240 учнів.
1950 року три колгоспи Шляхової об'єдналися в одне велике господарство, яке стало найбільшим у районі. Укрупнена артіль мала 4110 га землі, в тому числі 3812 орної². Об'єднаний колгосп зміцнювався, зростала його економіка. Грошові прибутки на кінець 1950 року становили 3,5 млн крб. Багатшими ставали врожаї. Пшениці збирали з кожного га по 29 цнт, цукрових буряків — по 320 центнерів.
Крім землеробства, артіль розвивала й допоміжні галузі господарства. Збудували великий ставок, цегельну майстерню, пилораму, що дало змогу розгорнути будівництво господарських приміщень, зокрема нового корівника, в якому запровадили автонапування. Колгосп повністю електрифікували. Високий урожай зернових культур і цукрових буряків та великий грошовий прибуток колгоспу сприяли піднесенню матеріального й культурного рівня шляхівчан. Кожний трудівник артілі в 1950 році одержав на трудодень 5 кг хліба і 4 крб. грішми. 278 колгоспників і колгоспниць Шляхівської артілі було нагороджено орденами і медалями. Серед нагороджених шляхівчан — цілі сім'ї: Небелюки, Коновки, Ільницькі.
Спільно з сусідніми колгоспами у Шляховій було збудовано міжколгоспну гідроелектростанцію.
За 1961—1967 рр. спорудили 6 корівників, 4 свинарники, 4 тракторні стани, 4 склади мінеральних добрив, телятник, пташник. Колгосп Шляхової перетворився на одне з великих і економічно міцних сільських господарств в Україні. Загальна земельна площа становить 8539,1 га, в тому числі орної землі — 7144,2 га, садів і ягідників — 116,4 га, виноградників — 28,9 га, природних лук і пасовиськ — 172,9 га, лісових насаджень — 88,1 гектара.
Нагороди приніс Шляховій 1967 рік. Шляхівський колгосп був удостоєний високої честі представляти сільське господарство Країни Рад на Всесвітній виставці в Монреалі. «Ми приїхали сюди,— розповідав голова колгоспу Герой Соціалістичної Праці, депутат Верховної Ради СРСР В. М. Кавун,— не за тим, по що їздили колись на всесвітні виставки російські купці, збуваючи на них за безцінь коноплі чи зерно. Ми показуємо правду про нашу рідну Шляхову, колгоспний лад, який переорав на селі не тільки межі, а й людські душі, вивів наших хліборобів на шлях розвитку і достатку, досвідченості і високої культури». Це був показ не тільки успіхів хліборобів Шляхової.
Збільшується число спеціалістів сільського господарства з вищою й середньою спеціальною освітою, яким належить важлива роль у веденні господарства. У селі їх — двадцять п'ять чоловік, а головний агроном Г. В. Задніпрянець — кандидат сільськогосподарських наук.
1971 завершено будівництво двоповерхового будинку побуту і чотириповерхового корпусу, в якому розмістяться готель, ресторан, універмаг.
Палац культури на 600 місць з бібліотекою, лекційним залом і кімнатами для роботи гуртків. Багатотиражна газета «Ленінським шляхом». Працює музична школа, аматорські студи: театральна и музична. В селі було два книжкові магазини. В трьох школах Шляхової навчалося більше тисячі дітей. Гурток юних натуралістів Шляхівської середньої школи ще 1955р відзначений премією Всесоюзної сільськогосподарської виставки, а його керівник С. І. Косіловська — Малою срібною медаллю.

### Шляхова за часів Незалежності
Після розвалу СРСР для села настали непрості часи. У 1991 році Верховна Рада УРСР проголосила курс на реформування сільськогосподарського виробництва, основою якого завжди була і залишається земля. Відповідні принципи заклали в Закон про форми власності, ЗКУ-90, Закон про КСП. А каталізатором перетворення форм власності на землю із державної на колективну вважають постанову ВРУ «Про прискорення земельної реформи та приватизацію землі» від 13.03.92 р. № 2200-ХІІ. Колишні колгоспники отримали майновий та земельний паї, які практично всі передали в спадкоємця колишнього колгоспу — ТОВ «Світанок». Частина селян організували власні фермерські господарства.
2006 р. — організовано ТОВ «Світанок-Агросвіт», керівник Ковбасюк Олег Іванович, засновники (учасники) Ковбасюк О. І., Семчук О. С., Венярський Я. Г., Макарчук М. П., Яременко П.П,

## Шляхівська сільська об'єднана територіальна громада
23.01.2017 — відповідно до частин 1, 2 статті 5 Закону України «Про добровільне об'єднання територіальних громад», статей 42, 59 Закону України "Про місцеве самоврядування в Україні" тодішнім сільським головою Макарчуком М. П. було ініційовано створення добровільного об'єднання територіальних громад сіл Шляхова, Теофилівка, Завітне Шляхівської сільської ради, Тирлівка Тирлівської сільської ради, Дяківка Дяківської сільської ради, Серебрія, Березівка, Серебрійської сільської ради, Серединка Серединської сільської ради, Тернівка Тернівської сільської ради в Шляхівську територіальну громаду з центром у селі Шляхова.
16.05.2017 — лист голові Бершадської РДА про погодження від Тирлівської сільської ради (рішення від 15.05.2017) і пропозиції до обласної державної адміністрації щодо внесення до Перспективного плану Вінницької області Шляхівської об'єднаної територіальної громади у складі сіл: Шляхова¸ Теофилівка, Завітне, Тирлівка та селища Кавкули
27.06.2017 — розпорядження Вінницької ОДА про затвердження висновків щодо відповідності Конституції та законам України проектів рішень окремих сільських рад Бершадського району щодо добровільного об'єднання територіальних громад
29.10.2017 року — перші вибори депутатів сільської об'єднаної територіальної громади і сільського голови. Першою і останньою головою стала Кравець Ніна Миколаївна.
Шляхівська ОТГ в листопаді 2020 року закінчила своє коротке існування в результаті приєднання до Джулинської ОТГ. 
12 червня 2020 року, відповідно розпорядження Кабінету Міністрів України № 707-р «Про визначення адміністративних центрів та затвердження територій територіальних громад Вінницької області», село увійшло до складу Джулинської сільської громади.
19 липня 2020 року, в результаті адміністративно-територіальної реформи і ліквідації Бершадського району, село увійшло до складу Гайсинського району.

## Культура

### Шляхова в кіно
1978 року в Шляховій кіностудією імені О. Довженка знімався фільм «Оглядини» (1979).

## Відомі шляхівчани
- Кравець Олег Анатолійович (1971—2023) — український громадський діяч, спортсмен, ветеран російсько-української війни.

### Герої Соціалістичної праці
- Кавун Василь Михайлович — його іменем названа центральна вулиця в с. Шляхова
- Кузик Григорій Йосипович— його іменем названа вулиця в с. Шляхова, на якій він жив, та школа.
- Карман Катерина Петрівна — колгоспниця, доярка, Герой Соціалістичної Праці (1966).

### Заслужені працівники
Самандас Микола Савович — Ліквідатор аварії на ЧАЕС. Нагороджений Грамотою Президії Верховної Ради Української РСР (1986) за самовіддану роботу по ліквідації аварії на Чорнобильскій АЕС та усуненню її наслідків.